# Религиозные столкновения в Нигерии
Религиозные столкновения в Нигерии происходят между мусульманами и христианами. Правительство Нигерии участвует в данном конфликте, регулярно посылая войска и полицию для того, чтобы пресечь массовые убийства. Согласно переписи населения в Нигерии, мусульмане составляют большинство (50,5 %), христиане являются второй по величине конфессией и составляют 48,2 % от населения страны. Северная часть Нигерии (где большинство составляют мусульмане) с 1999 года живёт по законам шариата.

## Первая стычка
В 1953 году член Инициативной группы от Северной Нигерии, Энтони Инахоро, внёс законопроект в парламент Британской Нигерии о предоставлении автономии региону к 1956 году. Движение было поддержано всеми членами Инициативной группы и большинством членов Н. С. Н. К. (доминирующей партией на востоке страны). Тем не менее, политики Северной Нигерии считали, что регион ещё не был готов к самоуправлению. В последующем заседании Совета министров, министры Северной Нигерии решили не вступать в дискуссии по законопроекту Инахора в Палате представителей. Эта ситуация была негативно воспринята Инициативной группой, что привело к отставке всех министров от этой группы из колониальной администрации. Лидеры Северной Нигерии затем попытались спасти ситуацию, подготовив законопроект об автономии региона в сжатые сроки. Многие жители севера страны были разочарованы в политике проводимой Лагосом (который расположен в Южной Нигерии). Ситуация стремительно накалялась, в городе Кано тысячи жителей вышли на улицу с требованием предоставить региону больше автономии. Кроме того, политический кризис вокруг данного законопроекта породил чувство ненависти среди многих северных политиков к южанам. Свою роль в этом сыграло и то, что на юге страны проживают христиане, а на севере мусульмане. Стало очевидно, что у этих религиозных общин разные взгляды на будущее колонии.
Беспорядки начались 16 мая 1953 года, когда протестующие жители Кано вышли на улицы выразить недовольство политикой проводимой Южной Нигерией. 18 мая колониальное правительство ввело режим чрезвычайного положения в Северной Нигерии и войска были направлены в город Кано. В этот период в результате вооружённых стычек от 36 до 52 человек были убиты и более 200 человек получили ранения.

## История конфликта
Стычки на религиозной почве существовали в Нигерии ещё в те времена, когда она была колонией Британской Империи. Однако наиболее ожесточённые столкновения начались после того, как Северные части страны получили право на жизнь по законам шариата. Местное христианское меньшинство стало подвергаться гонениям. Город Джос дважды становился центром самых жёстких схваток между представителями двух религиозных конфессий. В 2008 году там погибло 300 человек, свыше 400 было ранено, а в 2010 году во время одного из самых кровопролитных столкновений в истории города погибло более 500 человек.

### 1980-е годы
В 1980 году мусульманская секта Ян Тацине объявила джихад всем мусульманам, не входившим в неё, и предприняла попытку захвата центральной мечети в городе Кано. В результате беспорядков погибло по меньшей мере 4000 человек, включая лидера секты, Мохаммеда Марву.
В 1981 или 1982 году Ян Тацине устроила беспорядки в Майдугури, в феврале 1984 года — в Йоле (столица штата Адамава), в 1985 — в Гомбе (столица штата Гомбе).
23 марта 1986 года в городе Илорин произошли столкновения между христианами и мусульманами. Причиной было вступление Нигерии в организацию исламская конференция. Столкновения повторились 6 марта 1987 в городе Кафанчан.

### Противостояние в 2000-х
После восстановления демократии в 1999 году светские правительства доминировали в стране на федеральном уровне, в то время как в северных штатах Нигерии, где преобладают мусульмане, действуют строгие законы шариата. Религиозный конфликт между мусульманами и христианами вспыхивал несколько раз с 2000 года по разным причинам, часто вызывая беспорядки с несколькими тысячами жертв с обеих сторон. С 2009 года исламистское движение «Боко харам» ведёт вооружённое восстание против нигерийских военных, грабя деревни и города и унося тысячи жизней в боях и массовых убийствах христиан, студентов и других лиц, считающихся врагами ислама.
Приблизительно между 27 и 30 декабря 2009 года — в городе Баучи в ходе столкновений между полицией и членами радикальной мусульманской секты Кала-Като погибло, по разным данным, от 38 до 70 человек. Большая часть погибших были детьми в возрасте от 9 до 15 лет. Лидер Кала-Като Малам Бадамаси погиб или был арестован полицией.
По заявлениям членов Кала-Като, она была основана Мохаммедом Марвой, который также основал Ян Тацине. Секта выступала против западного образования и медицины, членам Кала-Като было запрещено держать в доме телевизоры, радио, а также любую литературу, кроме Корана. По делу секты было арестовано 11 детей в возрасте от 5 до 13 лет.
28 декабря 2010 года — в результате серии взрывов и атак на церкви в городах Джос и Майдугури погибли, по меньшей мере, 30 человек. «Боко харам» взяла на себя ответственность за теракты и заявила, что это было местью за события в городе Джос.
5 июля 2011 года — по сообщению представителей государственной службы безопасности Нигерии, в штатах Баучи, Борно, Кадуна, Кано, Йобе и Адамава было арестовано более 100 членов «Боко харам».
25 декабря 2011 года — группировка «Боко харам» осуществила серию террористических актов против христиан.
В ответ на теракты Джонатан Гудлак ввёл в штатах Йобе, Нигер, Плато и в некоторых частях штата Борно режим чрезвычайного положения.
2 января 2012 года — представитель «Боко харам» Абул Куака (англ. Abu Quqa) заявил, что христиане, проживающие на севере Нигерии, должны покинуть его в течение трёх дней или погибнуть.
10 января 2012 года — в результате нападения на мечеть в городе Бенин-Сити в штате Эдо, и в результате обстрела неизвестными людьми бара, в котором было много полицейских, 11 человек погибли. Инициаторами нападения на мечеть стали участники профсоюзов, которые выступают за отмену текущих цен на топливо, в последнее время цена на топливо в стране резко увеличилась.
13 января 2012 года — Абубакар Шекау, один из лидеров «Боко харам», о смерти которого сообщалось в 2009 году, выступил с видеообращением на YouTube. По мнению журналистов France 24, манера его выступления напоминает аналогичные обращения членов Аль-Каиды.
21 января 2012 года — в Кано была осуществлена серия терактов: смертники на мотороллерах подорвали себя около четырёх полицейских участков. Ответственность за взрывы, в результате которых погибло не менее 215 человек, взяла на себя радикальная мусульманская организация «Боко харам».
25 ноября 2012 года — по меньшей мере 11 человек погибли в результате двух взрывов в военном городке Джаджи нигерийской провинции Кадуна.
18 марта 2013 года — в результате пяти взрывов на автовокзале в городе Кано, расположенном на севере Нигерии, погибли, по меньшей мере, 25 человек.
18 июня 2013 года — боевики радикальной исламистской организации «Боко харам», протестующей против европейского типа преподавания в местных школах ворвались в местную школу и застрелили из автоматов 9 учащихся. После чего покинули место преступления до прибытия полиции.
29 сентября 2013 года — члены исламистской группировки «Боко харам» расстреляли около полусотни студентов сельскохозяйственного колледжа в штате Йобе, расположенном на северо-востоке Нигерии.
1 марта 2014 года — в результате нападения боевиков исламистской группировки «Боко харам» на нигерийский город Мафа и двойного теракта в городе Майдугури на северо-востоке Нигерии погибли по меньшей мере 85 человек. Взрывы с интервалом в две минуты прогремели в толпе людей, собравшихся на рыночной площади посмотреть футбольный матч по телевизору.
14 апреля 2014 года — группировка «Боко харам» похитила более 270 школьниц из лицея в населённом пункте Чибок (штат Борно). Нападение на учебное заведение лидер организации, Абубакар Шекау, объяснил тем, что «девочки должны покинуть школу и выйти замуж». Два взрыва произошли на автобусной станции в предместьях столицы Нигерии города Абуджа. Около 30 транспортных средств, в основном пассажирские автобусы, были повреждены. В результате теракта 71 человек погиб и 124 получили ранения.
5-6 мая 2014 года — в результате ночной атаки на город Гамбору, штат Борно, боевиками были убиты свыше 300 жителей. Выжившие бежали в соседний Камерун. Большая часть города была разрушена.
20 мая 2014 года — в городе Джос произошли два взрыва: один на рынке, второй у близлежащей больницы. В результате этих взрывов погибли минимум 162 человека, более 56 получили ранения.
1 июня 2014 года — в нигерийском городе Муби на северо-востоке страны прогремел взрыв, жертвами которого стали по меньшей мере 40 человек. Взрыв произошёл во время футбольного матча, за которым наблюдали многие местные жители.
10 ноября 2014 года — не менее 48 человек погибли и 79 получили ранения в результате взрыва, совершённого террористом-смертником в школе города Потискум на северо-востоке Нигерии.
25 ноября 2014 года — два мощных взрыва прогремели на одном из многолюдных рынков нигерийского города Майдугури на северо-востоке страны. Жертвами теракта стали не менее 78 человек.
28 ноября 2014 года — два террориста-смертника устроили взрывы у соборной мечети нигерийского города Кано. В результате теракта погибли по меньшей мере 64 человека, 126 человек получили ранения.

## Военный конфликт с 2015 года

### Массовые убийства в Баге
В начале января 2015 года члены организации «Боко харам» сожгли 16 городов и деревень на севере Нигерии в штате Борно, а также 10-тысячный город Бага на берегу озера Чад. 2 тысячи человек погибло, более 30 тысяч были вынуждены покинуть места проживания.

### Боевые действия
25 февраля 2015 года — в ходе успешной боевой операции армия Чада убила 207 боевиков. Как сообщило правительство страны, в ходе боёв у приграничного города Гарамбу погиб один военный, а 9 были ранены. Солдаты Чада также захватили арсенал лёгкого оружия и боеприпасов.
7 марта 2015 года — в результате серии терактов в разных частях города Майдугури погибли 58 человек, ранены 139.
8 марта 2015 года — террористы «Боко харам» присягнули на верность «Исламскому государству».
8 марта 2015 года — военнослужащие Нигера и Чада начали масштабное сухопутное наступление при поддержке ВВС на силы экстремистской группировки «Боко харам» в районе городов Боссо и Диффа на северо-востоке Нигерии.
12 марта 2015 года — стало известно, что за 4 дня наступления объединённых войск Нигерии, Нигера, Чада и Камеруна на территории Нигерии освобождено 36 населённых пунктов от боевиков «Боко харам». В этот же день африканские страны начали готовить проект резолюции Совета безопасности ООН в поддержку усилий Нигерии, Нигера, Чада и Камеруна по борьбе с «Боко харам».
29 марта 2015 года — стало известно о кровавых событиях в штате Борно. Террористы «Боко харам» обезглавили 20 местных жителей и сожгли их дома. В результате атак на северо-востоке было убито более сорока мирных жителей. Перед этим армия Нигерии зачистила от бандформирований город Гуозу, ликвидировав их базу в поселении. Пленных и убитых боевиков было довольно много. В лесном массиве неподалёку от города расположен главный штаб «Боко харам».
6 апреля 2015 года — боевики «Боко харам» переоделись в проповедников и убили 24 человека в деревне Кваджафа в штате Борно. Когда жители деревни пришли на, якобы, проповедь, террористы открыли по ним огонь.
23 апреля 2015 года — военные Нигерии при поддержке авиации продолжили начатое ранее масштабное наступление. Идёт атака на последнюю крепость исламистов. Как сообщает агентство Reuters, при успешном завершении операции боевики будут разгромлены. Само наступление ведётся в лесу Самбиса на северо-востоке Нигерии. Военные Чада и Камеруна подошли в границе с тыла, чтобы атаковать боевиков «Боко харам», когда те будут отступать на территорию Камеруна. Как говорят нигерийские военные, террористы захватили село Чибок и взяли в плен две сотни девушек, но американская разведка это опровергает. В то же время стало известно, что боевики перерезали горло 12 гражданским на северо-востоке Нигерии.
29 апреля 2015 года — военные Нигерии провели операцию в лесу Самбиса на северо-востоке страны. Из плена боевиков были освобождены захваченные в Чибоке 200 девочек и 93 женщины. Как сообщил генерал-лейтенант Вооружённых Сил Нигерии Крис Олуколаде, военные уничтожили три лагеря исламистов. Часть девушек была ранена при перестрелке, некое количество боевиков убито.
16 мая 2015 года — боевиками был захвачен пограничный город Марти на севере Нигерии (штат Борно). Заместитель губернатора штата Занна Умар Мустафа сообщил о полном контроле банд над поселением, а также заявил, что они готовят новые нападения. Также он отметил массовое отступление боевиков в лес Самбиса.
19 мая 2015 года — боевики «Боко харам» организовали теракт. В результате самоподрыва смертника погибло 8 человек, ранено 14. Инцидент произошёл в городе Гаркида в северо-восточном штате Адамава.
2 июня 2015 года — в результате взрыва на рынке на северо-востоке Нигерии погибли не менее 50 человек.
23 июля 2015 года — взрывы прогремели в городе Гомбе, недалеко от мечети и автобусных остановок. Погибли 37 человек, более чем 100 пострадавших.
3 августа 2015 года — боевики «Боко харам» напали на деревню Малари и убили 13 местных жителей. Также в ходе наступления на позиции группировки «Боко харам» нигерийская армия сумела освободить 178 заложников, включая более 100 детей.
11 августа 2015 года — 47 человек погибли при взрыве в Нигерии, более 50 ранены.
31 августа 2015 года — около 80 человек погибли в результате атак боевиков «Боко харам» на три деревни в штате Борно на северо-востоке Нигерии.
21 сентября 2015 года — 54 человека погибли в результате тройного теракта в городе Майдугури на северо-востоке Нигерии.
19 октября 2015 года — в Нигерии при подрыве двух террористок-смертниц погибли 11 человек.
28 октября 2015 года — в штате Борно военнослужащие правительственных сил Нигерии освободили по меньшей мере 338 человек, удерживаемых «Боко харам». Среди них восемь мужчин, 138 женщин, 192 ребёнка.
18 ноября 2015 года — по меньшей мере 32 человека погибли, ещё 80 получили ранения в результате мощного взрыва на рынке в нигерийском городе Йола на северо-востоке страны.
27 ноября 2015 года — более 20 человек погибли и около 50 получили ранения в результате теракта в деревне Дасакойе в 20 км от Кано.
5 декабря 2015 года — в районе озера Чад в результате тройного теракта на рынке, осуществлённого смертниками, погибли по меньшей мере 27 человек, более 80 получили ранения.
15 декабря 2015 года — при нападении группы боевиков «Боко харам» на три деревни в северо-восточной части Нигерии погибли не менее 30 человек, ещё 20 получили ранения.
27 декабря 2015 года — 14 человек погибли в результате нападения «Боко харам» на северо-востоке Нигерии.

### 2016 год
29 января 2016 года — террорист-смертник взорвал себя на рынке города Гомби в северо-восточном нигерийском штате Адамава. Жертвами теракта стали, по меньшей мере, десять человек.
31 января 2016 года — террористы «Боко харам» атаковали окраину города Майдугири на северо-востоке Нигерии, погибли 86 человек.
11 февраля 2016 года — теракт в Нигерии: 60 погибших.
4 марта 2016 года — армия Нигерии освободила 63 человека из плена «Боко харам».
16 марта 2016 года — две террористки-смертницы взорвались около мечети в городе Майдугури, на северо-востоке Нигерии. В результате теракта погибли не менее 22 человек, 35 получили ранения.
21 апреля 2016 года — боевики «Боко харам» на лошадях атаковали и спалили дотла селение на северо-востоке Нигерии. Погибли 11 человек.
19 мая 2016 года — в Нигерии освобождена школьница, похищенная «Боко харам» в апреле 2014 года.
25 мая 2016 года — боевики «Боко харам» убили 13 человек на северо-востоке Нигерии.
4 июня 2016 года — в результате нападения боевиков радикальной группировки «Боко харам» в Нигере погибли 32 военнослужащих.
5 июня 2016 года — вооружённые силы Нигерии убили 19 боевиков радикальной группировки «Боко харам» в ходе операции в штате Борно на северо-востоке страны. Среди убитых боевиков был один из командиров группировки — Амир Абубакар Гана.
6 июня 2016 года — боевики группировки «Боко харам» захватили город Боссо на юго-востоке Нигера после столкновений с солдатами из Нигера и Нигерии.
7 июня 2016 года — около 50 тысяч человек покинули свои дома из-за нападения «Боко харам» в Нигере. В результате предпринятого контрнаступления армия смогла на время отбить город у террористов, однако вскоре боевики вновь заняли Боссо.
8 июня 2016 года — боевики группировки «Боко харам» напали на военный гарнизон Нигера на границе с Нигерией. В результате случившегося 32 военнослужащих погибли, в том числе двое из Нигерии. Ещё 67 человек получили ранения.
3 августа 2016 года — ИГ назначило нового лидера террористической группировки «Боко харам», которым стал Абу Мусаб аль-Барнави.
22 августа 2016 года — боевики «Боко харам» совершили нападение на деревню Кубриву на северо-востоке Нигерии. В результате атаки погибли по меньшей мере 10 человек.
23 августа 2016 года — в Нигерии в результате авиаударов ВВС страны смертельно ранен лидер радикальной исламистской группировки «Боко харам» Абубакр Шекау. Убиты около 300 боевиков группировки, в том числе несколько высокопоставленных полевых командиров. Об этом заявил представитель армии.
31 августа 2016 года — командующий операцией по уничтожению радикальной группировки «Боко харам» Луки Ирабор заявил, что армия Нигерии захватит последние оплоты экстремистской группировки на северо-востоке страны в течение ближайших нескольких недель.
2 сентября 2016 года — ВВС Нигерии уничтожили госпиталь, в котором находился раненый лидер «Боко харам» и другие командиры боевиков.
21 сентября 2016 года — правительственная армия Нигерии объявила, что после долгих и ожесточённых боёв ей удалось освободить город Малам Фатори, который находился под контролем радикальной группировки «Боко харам».
26 сентября 2016 года — лидер террористической группировки «Боко харам» Абубакар Шекау выступил с опровержением информации о своём смертельном ранении.
30 сентября 2016 года — объединённый контингент военных Нигера и Чада сообщил об уничтожении 123 бойцов радикальной группировки «Боко харам» на озере Чад. Министерство обороны Нигера сообщает, что в результате совместной операции удалось обезвредить большой отряд исламистов, а также отбить у боевиков склады со «значительным количеством» оружия. Потери военных составили 14 человек убитыми и 39 ранеными.
13 октября 2016 года — боевики террористической группировки «Западноафриканская провинция Исламского государства» (старое название «Боко харам») отпустили 21 школьницу, похищенную два года назад в нигерийском городе Чибок.
19 октября 2016 года — вооружённые столкновения между отрядами правительственной армии и боевиками радикальной группировки «Боко харам» произошли на северо-востоке Нигерии. стычки вспыхнули в районе города Гашагар (штат Борно), близ границы с Нигером. По меньшей мере 13 военнослужащих получили ранения. В понедельник боевики выступили с заявлением, в котором отмечалось, что они атаковали совместные позиции войск Нигерии и Нигера в Гашагаре и сумели убить 20 солдат.
9 декабря 2016 года — в результате взрывов на рынке в городе Мадагали на северо-востоке Нигерии погибли 56 человек.
14 декабря 2016 года — нигерийская армия освободила 605 заложников, захваченных боевиками «Боко харам».
24 декабря 2016 года — армия Нигерии взяла под свой контроль последний лагерь группировки «Боко харам».

### 2017 год
5 января 2017 года — властям Нигера сдалась группа из 20 боевиков радикальной группировки «Боко харам», действовавших в регионе Диффа (юго-восток страны). Военные Нигерии обнаружили ещё одну школьницу, похищенную два года назад боевиками радикальной исламистской группировки «Боко харам».
12 марта 2017 года — нигерийские правительственные войска освободили 211 мирных жителей, находившихся в плену у боевиков радикальной группировки «Боко харам», в штате Борно на северо-востоке страны.
28 апреля 2017 года — 15 исламских экстремистов из группировки «Боко харам» убито во время боя с правительственными силами. Также террорист-смертник на заминированном автомобиле атаковал военный конвой на северо-востоке Нигерии, в результате погибли пять военнослужащих, более 40 получили ранения.
6 мая 2017 года — боевики «Боко харам» отпустили около 80 похищенных школьниц.
21 мая 2017 года — в Нигерии ликвидировали 13 боевиков «Боко харам».
27 июля 2017 года — в Нигерии боевики «Боко харам» убили более 50 нефтяников.
7 августа 2017 года — в Нигерии боевики «Боко харам» убили 31 рыбака.
15 августа 2017 года — теракт в Нигерии: 30 погибших.
26 августа 2017 года — в Нигерии боевики «Боко харам» напали на жителей нескольких деревень, в результате чего погибли 27 человек.
1 сентября 2017 года — боевики «Боко харам» зарезали около 20 человек.
18 сентября 2017 года — в Нигерии в результате теракта погибли 15 человек.
8 октября 2017 года — более 30 военнослужащих нигерийской армии были убиты в результате засады, устроенной террористической группировкой «Боко харам».
25 октября 2017 года — боевики группировки «Боко харам» атаковали солдат на северо-востоке Нигерии. В результате нападения погибли восемь солдат и один мирный житель, пятеро гражданских получили ранения.
6 ноября 2017 года — боевики группировки «Боко харам» напали на город Джадданнам в Нигерии и сожгли его. Были убиты шесть человек. Ранее сообщалось о том, что боевики «Боко харам» устроили массовую резню, в результате которой погибло 18 мирных нигерийцев.
19-20 ноября 2017 года — в Нигерии боевики убили 30 скотоводов.
21 ноября 2017 года — в результате теракта в Нигерии погибли 58 человек.
29 ноября 2017 года — нигерийские войска убили членов «Боко харам» и освободили 212 заложников.
20 декабря 2017 года — армия Нигерии убила 20 боевиков «Боко харам».

### 2018 год
7 февраля 2018 года — лидер нигерийской группировки «Боко харам» Абубакар Шекау опубликовал видеообращение, в котором в очередной раз опроверг свою гибель и разгром группировки в провинции Борно. Шекау заявил, что его боевики и он сам не были уничтожены и до сих пор удерживают позиции в лесу Самбиса.
11 февраля 2018 года — группировка «Боко харам» в Нигерии отпустила 13 заложников.
14 февраля 2018 года — командующий военными силами в административном центре штата Борно Николас Роджерс заявил, что операция по зачистке на северо-востоке и в районе озера Чад принесла позитивные результаты и подкосила ряды «Боко харам». Военные отбили у боевиков ключевые позиции. Более тысячи членов «Боко харам» капитулировали, либо были взяты в плен правительственными силами, уничтожены 186 боевиков.
18 февраля 2018 года — армии Нигерии приказали захватить лидера террористической группировки «Боко харам» Абубакара Шекау «живым или мертвым». Соответствующее заявление командующий сухопутными силами страны генерал-лейтенант Тукур Юсуф Буратаи сделал во время встречи с военнослужащими. По его словам, подразделения подошли к завершающей стадии операции по зачистке последнего оплота группировки «Боко харам» на северо-востоке республики.
20 февраля 2018 года — ученицы и учителя одной из школ на северо-востоке Нигерии избежали плена во время атаки террористической группировки «Боко харам». Боевики приехали в поселение Дапчи в штате Йобе на пикапах. Они стреляли в местных и устанавливали взрывчатку. Благодаря шуму, издаваемому террористами, школьницы и учителя смогли вовремя сбежать. Местные жители уверены, что террористы хотели похитить учениц и увезти их в плен. Они прибыли к школе и, обнаружив её пустующей, собрали в здании всё ценное.
26 февраля 2018 года — в результате операции в лесу Самбиса и на севере озера Чад военными были уничтожены 35 боевиков исламистской группировки «Боко харам».
2 апреля 2018 года — в результате атаки боевиков террористической группировки «Боко харам» на военную базу и две деревни, расположенные возле города Майдугури на севере Нигерии, погибли, по меньшей мере, 18 человек.
1 мая 2018 года — двойной теракт в Нигерии унёс жизни 86 человек.
13 сентября 2018 года — исламская террористическая группа «Боко харам» атаковала нигерийский город Гудумбали. В результате перестрелки боевики установили контроль над населённым пунктом. В результате нападения погибли 8 человек.
2 декабря 2018 года — президент Нигерии Мохаммаду Бухари совершил рабочий визит в город Майдугури, столицу штата Борно, Нигерия, являющейся родиной террористической исламистской группировки «Боко харам», в ходе которой в очередной раз пообещал уничтожить данную террористическую группировку.
17 декабря 2018 года — в результате нападения боевиков «Боко харам» на деревню в Нигерии сотни людей стали беженцами.

### 2019 год
2 января 2019 года — в Министерстве обороны Нигера сообщили, что в ходе масштабной операции с использованием наземных и воздушных сил в районе озера Чад правительственная армия страны уничтожила более 200 боевиков радикальной группировки «Боко харам». Уточняется, что операция была начата 28 декабря 2018 года. Основные удары войска нанесли по боевикам в долине реки Комадугу и на островах на озере Чад.
14 января 2019 года — боевики «Боко харам» захватили город Ранн в Нигерии.
15 января 2019 года — армия Нигерии отбила город Ранн у «Боко харам».
30 января 2019 года — более 30 тысяч нигерийцев бежали в Камерун из-за «Боко харам».
1 февраля 2019 года — боевики «Боко харам» убили в Нигерии 60 мирных жителей.
5 февраля 2019 года — боевики «Боко харам» убили шесть человек в ходе серии атак на северо-востоке Нигерии.
23 февраля 2019 года — террористическая группировка «Боко харам» в день президентских и парламентских выборов в Нигерии попыталась прорваться в Майдугури, столицу штата Борно. Не менее 13 снарядов были выпущены исламистами по Майдугури. Террористы из «Боко харам» попытались войти в город, но были отброшены. В результате развернувшихся боев погиб один нигерийский военнослужащий, около 20 получили ранения.
10 марта 2019 года — военный контингент смешанных многонациональных сил (СМС) африканских стран, созданный для нейтрализации террористических угроз в регионе озера Чад, уничтожил по меньшей мере 50 террористов группировки «Боко харам».
22 марта 2019 года — в столкновении с исламистами в Чаде убиты 23 военнослужащих.
24 марта 2019 года — боевики «Боко харам» убили более 20 солдат армии Чада.
27 марта 2019 года — боевики «Боко харам» убили 10 жителей в Нигере.
4 апреля 2019 года — боевики «Боко харам» убили 18 военнослужащих в Нигерии.
27 июля 2019 года — боевики радикальной группировки «Боко харам» на мотоциклах прибыли в одну из деревень в штате Борно на северо-востоке Нигерии и открыли огонь по людям, возвращавшимся с похоронной церемонии. Число жертв нападения составило 65 человек, ещё не менее десяти мирных жителей получили серьёзные ранения.

### 2020 год
2 марта 2020 года — более 50 мирных жителей погибли в результате нападения боевиков на деревню Керава в нигерийском штате Кадуна на севере страны.
25 марта 2020 года — 92 солдата армии Чада убиты в результате атаки «Боко харам».
14 июня 2020 года — более 60 человек погибли в результате двух нападений боевиков на северо-востоке Нигерии.
28 ноября 2020 года — «Боко харам» совершила нападение на фермеров в Нигерии, погибли не менее 110 мирных жителей.
15 декабря 2020 года — «Боко харам» взяла на себя ответственность за похищение 333 школьников в городе Канкара в нигерийском штате Кацина, совершённое 11 декабря.

### 2021 год
20 мая 2021 года — лидер террористической группировки «Боко харам» Абубакар Шекау покончил с собой в столкновениях с противоборствующей «Западноафриканской провинцией Исламского государства».
16 июня 2021 года — «Боко харам» подтвердила гибель своего лидера Абубакра Шекау.

### 2022 год
4—6 января 2022 года — Массовые убийства в Замфаре. Погибло свыше 200 человек. Серия убийств была названа крупнейшей террористической атакой в современной истории Нигерии.
22 мая 2022 года — не менее 30 человек погибли в нигерийском штате Борно в результате нападения боевиков из террористической группировки «Исламское государство в Западной Африке».
5 июня 2022 года — в Нигерии в результате нападения на католическую церковь погибли 85 человек.

## Отражение в культуре
- Слёзы солнца